# Антеняте
Антеня̀те (на италиански: Antegnate; на ломбардски: Antegnat, Антенят) е малкло градче и община в Северна Италия, провинция Бергамо, регион Ломбардия. Разположено е на 112 m надморска височина. Населението на общината е 3216 души (към 2017 г.).